# Montreuil-sous-Pérouse
Montreuil-sous-Pérouse (en bretó Mousterel-ar-Veineg, en gal·ló Montroelh-d'ssous-Pérózz) és un municipi francès, situat a la regió de Bretanya, al departament d'Ille i Vilaine. L'any 2006 tenia 1.027 habitants.

## Demografia
| 1806                                       | 1826 | 1846 | 1866 | 1886 | 1906 | 1926 | 1946 | 1962 | 1968 | 1975 | 1982 | 1990 | 1999 | 2006 |
| ------------------------------------------ | ---- | ---- | ---- | ---- | ---- | ---- | ---- | ---- | ---- | ---- | ---- | ---- | ---- | ---- |
| 636                                        | 702  | 656  | 651  | 614  | 527  | 503  | 524  | 505  | 509  | 559  | 798  | 889  | 928  | 1027 |
| Des de 1962: població sense dobles comptes |      |      |      |      |      |      |      |      |      |      |      |      |      |      |

## Administració
| Període                     | Identitat           |
| --------------------------- | ------------------- |
| febrer 1790 - novembre 1791 | Jean Beaugendre     |
| novembre 1791 - maig 1794   | Gilles Gallon       |
| maig 1794 - octubre 1795    | Jean-Marie Poulard  |
| novembre 1795 - maig 1800   | Pas de maire        |
| maig 1800 - abril 1802      | Gilles Gallon       |
| juny 1802 - octubre 1814    | Louis Guesdon       |
| gener-febrer 1816           | Jacques Beaugendre  |
| febrer 1816 - agost 1834    | Guillaume Rossignol |
| setembre 1834 - juliol 1840 | Julien Simon        |
| juliol-desembre 1840        | Amand Guérand       |
| desembre 1840 - juliol 1848 | Julien Simon        |
| agost 1848 - setembre 1894  | Pierre Rossignol    |
| novembre 1894 - maig 1904   | Jean-M Hervagault   |
| maig 1904 - juny 1910       | René Hervagault     |
| juliol 1910 - juliol 1932   | Pierre Bellier      |
| juliol 1932 - abril 1951    | Pierre Rossignol    |
| juny 1951 - juny 1964       | Magloire Travers    |
| agost 1964 - març 1989      | Albert Sauvée       |
| març 1989 -                 | Louis Ménager       |